# Université Concordia
Ne pas confondre avec les institutions du Système des universités Concordia.
L'Université Concordia (dérivé de la devise de Montréal, Concordia salus en latin, ou en français « la prospérité par la concorde ») est une université publique québécoise anglophone située à Montréal. Celle-ci est scindée en deux campus majeurs distant de sept kilomètres : le campus Sir-George-Williams dans le centre-ville de Montréal (station de métro Guy-Concordia), et le campus Loyola dans le quartier résidentiel de Notre-Dame-de-Grâce (station de métro Vendôme). Même si cette institution est officiellement bilingue, Concordia représente, avec l'Université McGill, une des deux universités majoritairement anglophone de Montréal. L'université compte en 2018/2019 précisément 46 829 étudiants et étudiantes avec un total de 6 387 employés.

## Histoire
L'Université Concordia est le fruit d'une fusion du collège Loyola, fondé par les Jésuites, et de l'Université Sir-George-Williams, fondée par le YMCA. Les deux institutions fusionnèrent en 1974. La nouvelle université tire son nom de la devise de Montréal : Concordia salus (« la prospérité par la concorde »).

### Collège Loyola (1899-1974)
Le Collège Loyola (en l'honneur  d'Ignace de Loyola, fondateur de la société de Jésus) fut, à l'origine, un programme d'anglais instauré en 1888 par le Collège Sainte-Marie de Montréal. Par la suite, cette section se sépare du collège en 1896 pour s'installer à l'angle des rues Bleury et Sainte-Catherine. Le 10 mars 1898, l'institution est incorporée par le gouvernement du Québec et devient un collège à part entière. La même année, à la suite d'un incendie, les installations sont déménagées, plus à l'ouest, sur la rue Drummond, au sud de la rue Sainte-Catherine. C'est en 1903 que les premiers diplômes sont remis. À l'époque, c'est l'Université Laval qui accrédite la collation des grades.

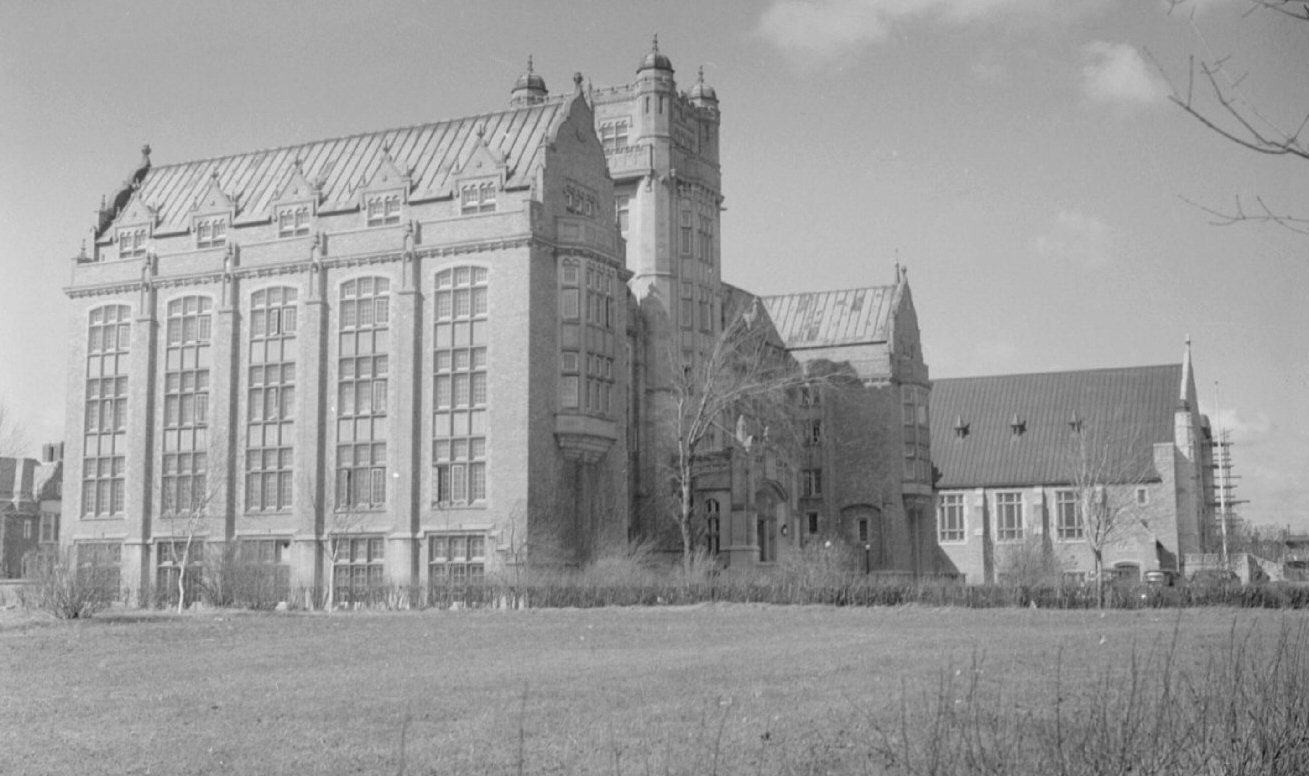
Le collège Loyola en 1937.

Le collège s'établira à l'emplacement actuel du campus de Notre-Dame-de-Grâce en 1916. L'école de sociologie ouvre ses portes en 1918. En 1920, l'institution s'affilie à l'Université de Montréal pour la remise des diplômes ; le Collège Loyola ne parviendra pas à obtenir de charte universitaire, donc à émettre elle-même des diplômes universitaires, avant sa fusion avec l'Université Sir George William en 1974.
L'entre-deux-guerres est marquée par le changement d'orientation de l'enseignement dans l'institution ; l'enseignement collégial classique est remplacé par l'éducation humaniste (Liberal Arts College). La théologie et la philosophie seront des matières enseignées à tous les étudiants jusqu'en 1972.
Dans les années 1940, la faculté des sciences et le département de génie, qui deviendra une faculté en 1964, sont créés. En plus de donner les mêmes programmes de premier cycle que n'importe quel autre collège, l'institution offre également des champs d'études novateurs pour l'époque, comme les sciences de l'exercice et les communications. Les programmes de majeurs font leur apparition en 1953 et les programmes de honours en 1958. Les étudiants diplômés de Loyola poursuivent alors leurs études supérieures dans des universités et certains bénéficient même des bourses Rhodes.
C'est également en 1958, que l'établissement offre ses premiers cours du soir pour les étudiants ne pouvant pas faire d'études à temps plein. De nouveaux cours sont donnés : la bibliothéconomie et les soins infirmiers communautaires.
Accueillant principalement, depuis ses débuts, les jeunes hommes de l'élite anglophone et catholique de Montréal, le Collège Loyola devient mixte en 1959, puis de moins en moins homogène avec le nombre toujours croissant d'étudiants étrangers inscrits.
L'obtention d'une charte d'université fut un enjeu important des années 1960. Bien que plusieurs projettent l'Université Loyola, le gouvernement du Québec propose plutôt une annexion à l'Université Sir George William. Les négociations débutent en 1968 et se terminent avec la création, le 24 août 1974, de l'Université Concordia.

### Sir-George-Williams University (1926-1974)

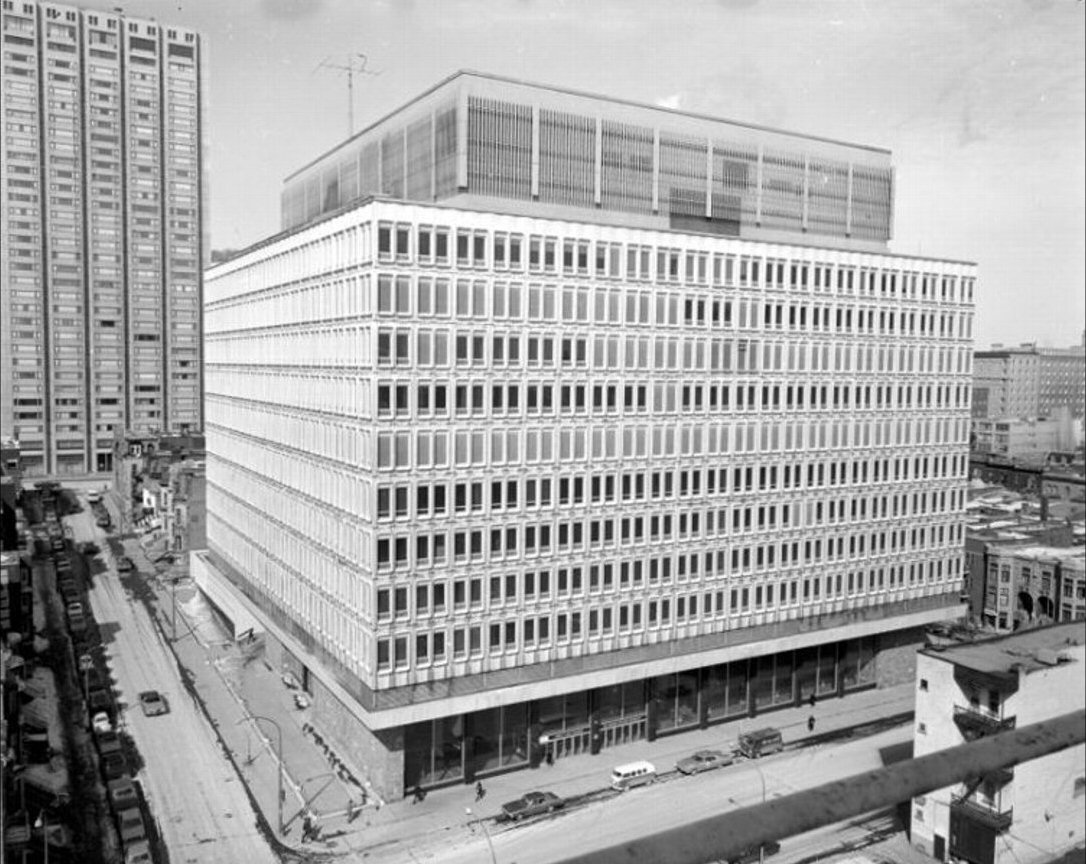
Henry F. Hall Building, qui deviendra le pavillon principal de l'Université Sir George William.

Les premiers fondements de l'Université Sir George William (en l'honneur de Sir George William, fondateur de la première YMCA à Londres) reposent sur l'établissement de la première YMCA en Amérique, en 1851, dans le centre-ville de Montréal. Afin de permettre à la classe ouvrière anglophone de s'instruire tout en travaillant le jour, cet organisme offre, dès 1873, des cours du soir.
Ces écoles des YMCA, s'affilient en 1926 pour devenir le Sir George Williams College, une institution mixte situé sur la rue Drummond. Les premiers cours universitaires y sont donnés à partir de 1929. La Grande Dépression, et le regain économique qui s'ensuivit, contribuent tous les deux à augmenter le nombre d'inscriptions. Dès 1932, les premiers cours de jour font leur apparition.
En mars 1948, le collège obtint ses chartes d'université du gouvernement du Québec mais demeure toujours sous la tutelle de la YMCA de Montréal et ce, jusqu'en 1967. La reconnaissance de cette toute nouvelle université permet un financement supplémentaire qui favorise une expansion plus rapide de l'institution qui s'installa au Norris Building en 1956. Avant la construction de ce pavillon, le campus, constamment en pénurie de locaux, ne possède aucun des bâtiments qu'il occupe. Le collège change de nom en 1959 pour devenir officiellement l'« Université Sir George Williams ».
L'orientation de l'enseignement sera modifié dans les années 1960 en remplaçant, dès 1961, les cours généraux par des cours de départements, permettant ainsi la spécialisation des étudiants dans les différentes facultés créés à partir de 1963. Les programmes Honours sont introduits en 1961, les maîtrises en 1965 et les doctorats en 1968. De nombreuses annexes sont également construites dans le voisinage du Norris Building pour pallier le nombre toujours croissant d'étudiants. Parmi ceux-ci, on compte le Henry F. Hall Building, construit en 1966.
Au fil des ans, les étudiants du campus développent une réputation de militants politiques. La meilleure démonstration de cette caractéristique est l'émeute des locaux d'informatique de février 1969, dénommée « Sir George Williams Computer Riot ». À la suite d'accusations de racisme d'un professeur envers six étudiants étrangers et des mesures disciplinaires envers le professeur, jugées insatisfaisantes par les étudiants, une grève, suivie de la plus grande émeute étudiante au Canada éclata dans le Hall Building. Toutefois, c'est surtout les locaux d'informatique du neuvième étage qui sont victimes de vandalisme. La police fait, en tout, 97 arrestations. Le personnel de l'école rend compte, à la suite des événements, de l'ampleur des dommages infligés aux ordinateurs; les pertes sont évalués à 2 millions de dollars canadiens.
La fusion avec le collège Loyola, en 1974, suivra de près ces événements qui donneront aux étudiants, grâce à la création d'organismes les représentants, un plus grand pouvoir sur les décisions administratives de Concordia.

### Université Concordia (1974 à aujourd'hui)

Emplacement des campus Sir George William et Loyola dans Montréal.

#### Fusion des établissements
L'éventualité de la fusion entre l'Université Sir George William et le collège Loyola, proposée par le gouvernement du Québec, est discuté à partir de 1968 par le Loyola - Sir George William Joint Steering Committee, un comité visant à analyser toutes les formes de regroupement possible des deux institutions. Dès 1969, on proposa une fédération universitaire permettant aux étudiants de suivre des cours dans les deux campus sans payer de frais additionnels. On y fait également mention d'un service de navette pour établir un lien entre les établissements distant de 7 kilomètres.
Critiquée pour les difficultés encourues par la cohésion des différents départements et facultés, cette option fut mise de côté mais pas totalement rejetée par le comité. Le Joint Committee of Representatives of the Board of Trustees of Loyola and the Board of Governors of Sir George Williams University fut formé en décembre 1971 et produisit dès l'automne 1972 un document décrivant les bases d'une université en deux campus fonctionnant à partir de la charte de l'Université Sir George William. À la suite de révisions en novembre 1972, le document devint le plan de la fusion et il fut accepté par les deux établissements qui débutèrent alors le processus de regroupement de leurs activités.
Au début de 1973, les deux institutions annoncèrent la fusion pour l'automne cependant, ceux-ci devront patienter encore une année supplémentaire. Cette attente fut causée par la longueur des procédures légales et administratives découlant du regroupement des entités.
Le 24 août 1974, le gouvernement du Québec reconnaissait officiellement la nouvelle Université Concordia.

#### Concordia
« Lorsque vous unissez deux institutions viables qui possèdent toutes les deux une philosophie et une façon de faire les choses qui leur sont propres, chacune dédiée à la liberté d'expression, il faut s'attendre à certaines frictions. Nous anticipons une période de frictions constructives. »

— John O'Brien, recteur et vice-chancelier, 16 août 1974

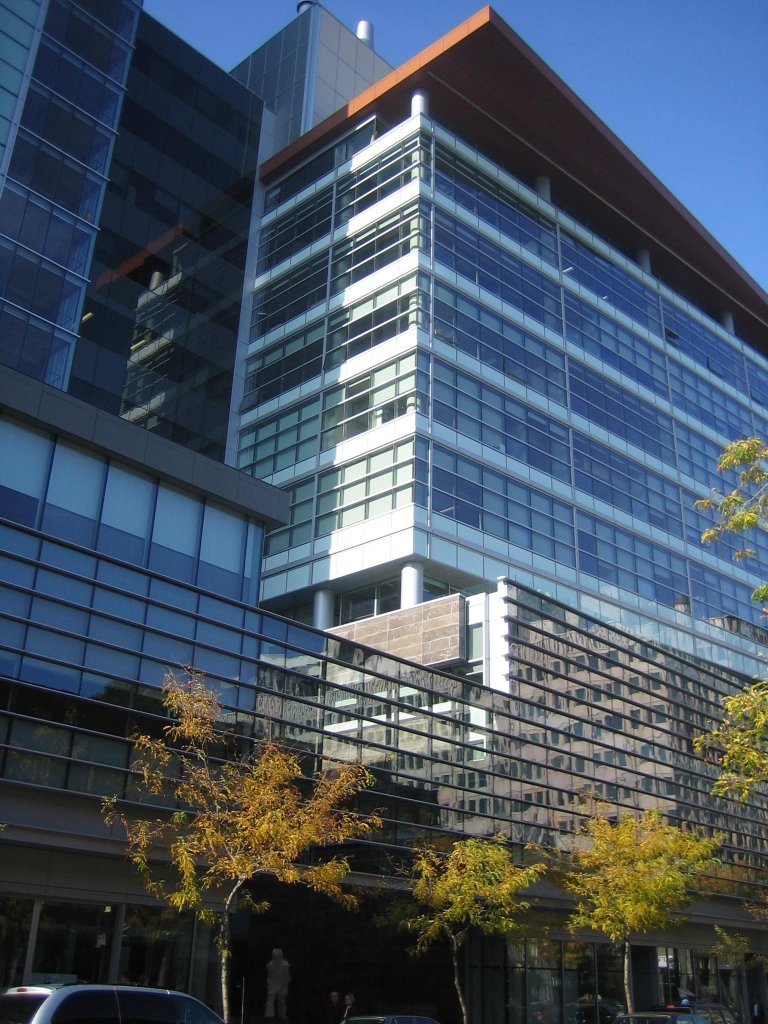
Complexe EV : génie, informatique et arts visuels.

L'intégration des différentes facultés des deux établissements en un ensemble cohérent prendra plusieurs années. Les cinq facultés de la nouvelle université seront une combinaison des facultés et des départements existant avant la fusion ; la faculté de commerce, des sciences et des arts de l'Université Sir George William, la faculté des arts et sciences du collège Loyola ainsi qu'une faculté de génie déjà combinée avec celles des deux établissements.
La faculté des beaux-arts est créée en 1976.
La première phase de combinaison des facultés des arts et sciences débutèrent en 1977 pour se terminer en 1985.
À la fin des années 1980, la bibliothèque Vanier du campus Loyola est agrandie, tandis que celle du campus Sir George William emménage, en 1992, dans le tout nouveau J.W McConnell Building. Le Norris Building est fermé la même année.
L'année 1992 fut également le théâtre d'un drame à l'université. Le 24 août, un professeur en génie mécanique, Valery Fabrikant, tua quatre collègues de travail au neuvième étage de l'édifice Henry F. Hall.
À partir de 1998, la poussière est retombée sur l'université qui entre dans une phase majeure d'expansion pour répondre au nombre de plus en plus élevé d'étudiants. En août 2003, l'Université Concordia inaugura le complexe des sciences Richard J. Rena.
En 2005, l'université lança un projet de réaménagement urbain majeur : le quartier Concordia. Cette même année, c'est le complexe de génie, sciences informatique et arts visuels qui ouvrira ses portes.
L'ouverture du nouvel édifice de l'école de gestion John-Molson se fit officiellement en septembre 2009. Fait à noter, et première mondiale : l'installation de génération solaire combinée (électrique-thermique) intégrée au bâtiment et qui utilise la technologie d'entrées d'air distribuées de haute efficacité et, à ce moment, la plus grande installation photovoltaïque au Québec.

## Structure administrative
Même si elle possède deux campus, l'Université Concordia est gérée comme une seule unité administrative. Cette gestion est scindée pour chaque secteur d'activité, faculté et département.

### Fonctionnement

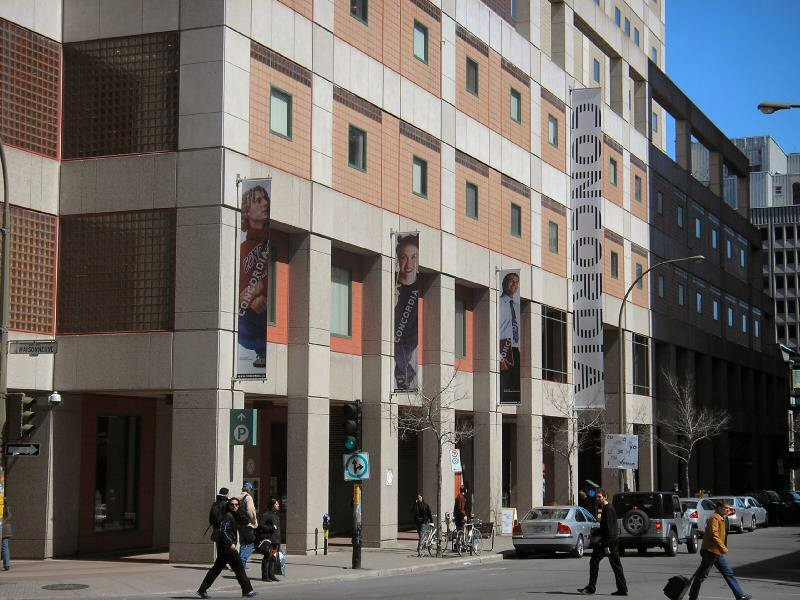
L'édifice J.W McConnell.

Opérant à partir la charte universitaire de l'Université Sir-George-Williams émise en 1948 par le gouvernement du Québec, l'Université Concordia est née de deux amendements adoptées par le Joint Committee of Representatives of the Board of Trustees of Loyola and the Board of Governors of Sir George Williams University le 10 août 1973 ; la loi C, qui change le nom de l'Université Sir George William (Sir George William University) pour Université Concordia (Concordia University), et la Loi D qui fixe la gouvernance et la structure administrative du nouvel établissement. Ces amendements à la charte furent enregistrés par le gouvernement du Québec le 24 août 1974.
Le plus haut échelon hiérarchique de l'Université Concordia est le conseil d'administration (Board of Governors) constitué de représentants de la communauté, des anciens élèves, de représentants du corps enseignant, des élèves de premier cycle, de deuxième et troisième cycles, ainsi que du personnel administratif. Ce conseil est chargé de l'élection d'un recteur (Président) (actuellement Judith Woodsworth) et des membres du comité exécutif de l'université, chargé de la gestion financière et administrative de l'établissement.
C'est le vice-recteur (Provost), échelon inférieur au recteur, qui est responsable des quatre facultés et des deux bibliothèques et leur personnel. Chaque faculté possède un conseil et un doyen (Dean) qui gèrent les différents départements et écoles, ceux-ci administrés par des professeurs (Chairman) ou directeur (Principal).
En parallèle au conseil d'administration, on retrouve le sénat de Concordia, constitué du comité exécutif, des doyens des facultés, de neuf membres de la faculté des Arts et Sciences, de trois membres de chacune de trois autres facultés, de dix étudiants de premier cycle ainsi que de deux étudiants représentants le deuxième et le troisième cycles. Cet organe administratif est conçu pour faire respecter la politique de l'établissement dans la prise des décisions par rapport aux affaires académiques, aux affaires publiques, sur le budget, ou encore, sur la gouvernance de l'université.

#### Recteurs de l'Université Concordia (1974 à aujourd'hui)
- John W. O'Brien (24 août 1974 - 31 mai 1984)[9]
- Patrick Kenniff (1er juin 1984 - 25 mai 1994)
- Charles Bertrand (intérimaire) (26 mai 1994 - 14 août 1995)
- Frederick H. Lowy (15 août 1995 - 31 juillet 2005)
- Claude Lajeunesse (1er août 2005 - 31 octobre 2007)
- Michael Di Grappa, (1er novembre 2007 - 14 décembre 2007) - (Intérimaire) (14 décembre 2007 - 31 juillet 2008)
- Judith Woodsworth, (1er août 2008 - décembre 2010)[10])
- Frederick H. Lowy janvier 2011 - aujourd'hui[Quand ?] (Intérimaire)

### Enseignement

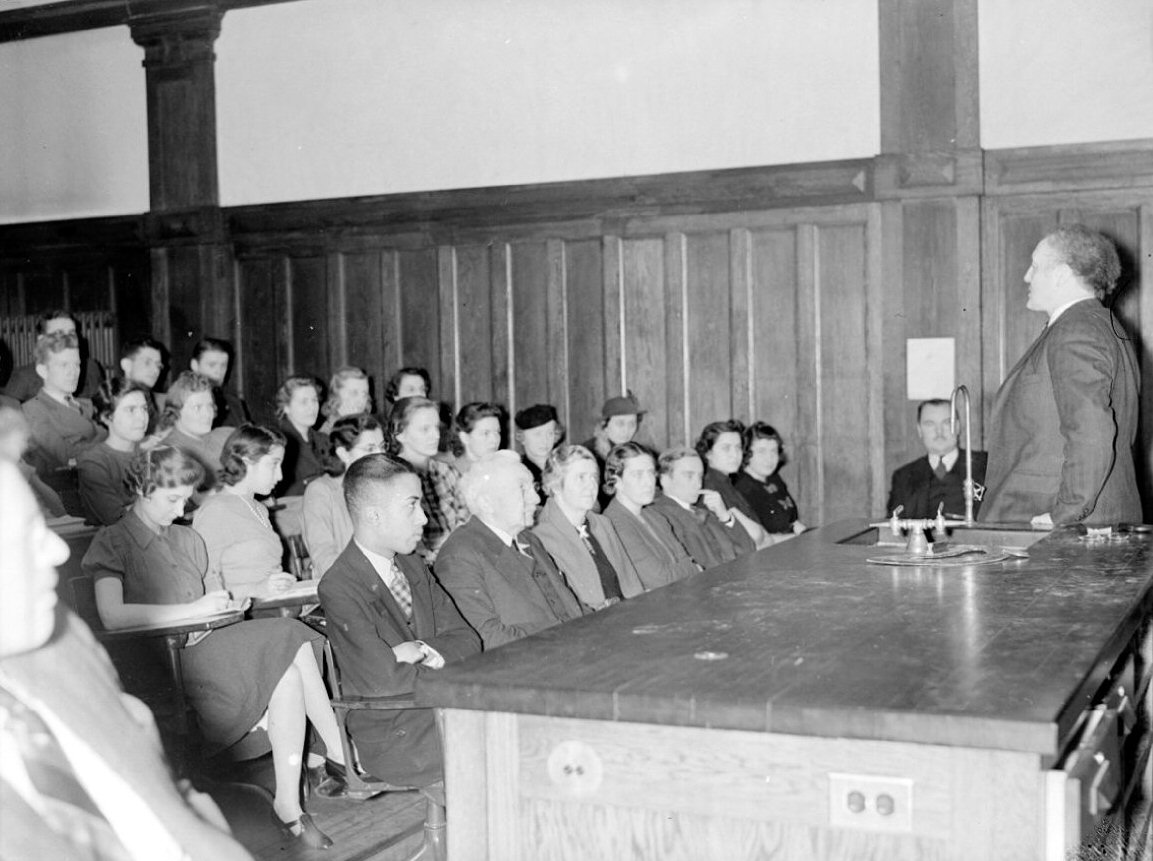
Cours magistraux à l'Université Sir George William (1970).

En 2006-2007, l'Université Concordia admettait 44 257 étudiants à temps plein et à temps partiel. De ce nombre, 32 347 était en premier cycle et 6 462 en deuxième et troisième cycle (71 d'entre eux recevront un doctorat). En tout, près de 300 programmes sont offerts dans les quatre facultés qui décernent 17 diplômes différents. Parmi ceux-ci on compte les diplômes de premier cycle, comme le baccalauréat (BA, BSc, DEd, BAdmin, BComm, BCompSc, BEng, BFA), de deuxième cycle comme la maîtrise (MA, MBA, MASc, MPPPA), les diplômes et certificats d'études supérieures (Graduate Diploma et Graduate Certificate) et le diplôme d'études interdisciplinaires ainsi que le doctorat (PhD), un diplôme de troisième cycle. Finalement, le programme d'études continue, un programme sans crédits, remet un certificat (non-credit certificate).
L'établissement compte 1 941 membres du personnel enseignant (dont plus de 900 membres à temps plein). Le ratio enseignants/étudiants est donc moyen avec 36 dans les classes de premier cycle et de 17 dans les classes de deuxième et troisième cycle. La majorité du personnel est concentré dans la Faculté des Arts et Sciences où près de 2 800 cours sont donnés. L'Association des professeurs de l'Université Concordia (APUC) rassemble les professeurs à temps plein de l'établissement, tandis que L'Association des professeures et professeurs à temps partiel de l'Université Concordia (APTPUC) regroupe ceux à temps partiel.

### Financement

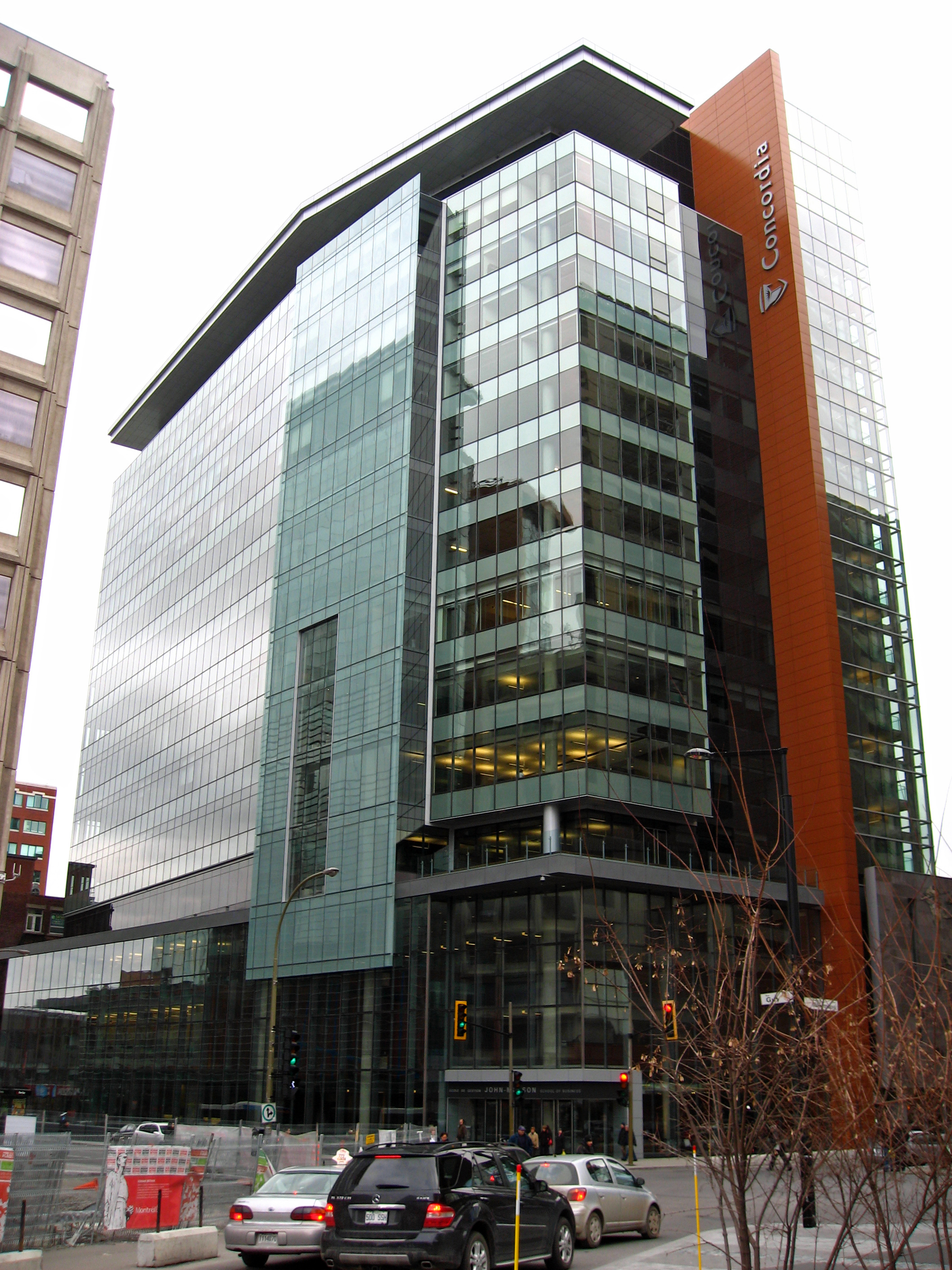
L'École de gestion John-Molson, complété en 2009.

L'Université Concordia étant une institution publique, celle-ci est en majeure partie financée par le gouvernement du Québec, par l'intermédiaire du Ministère de l'Éducation, Enseignement supérieur et Recherche du Québec. Ce palier gouvernemental fournit à lui seul 55,6 % (2006-2007) des revenus de l'université. Le gouvernement du Canada fournit, pour sa part, 6,2 %. En 2006-2007, Concordia était la seule université du Québec, avec le HEC Montréal, à afficher un solde positif dans son budget. 
Cet établissement est transparent en ce qui a trait à ses activités financières publiées, à chaque année, sur son site Internet. L'institution possède un budget de 421 millions de dollars (2006-2007) dont 16 % proviennent des frais de scolarités déboursés par les étudiants.
La Fondation de l'Université Concordia assure 2,6 % des revenus de l'établissement. S'ajoutent à ceux-là, les différents mécènes, privés et anciens étudiants, investissent près de 10 millions de dollars par année. Les bâtiments et les centres de recherche sont généralement nommés en l'honneur de donateurs privés. Parmi les plus généreuses contributions des dernières années, on compte la famille Molson qui fit un don de 10 millions de dollars en novembre 2000. Cette aide financière explique que l'on rebaptisa la faculté de Commerce en John Molson School of Business. De nombreux autres départements et édifices furent nommés en l'honneur de généreux contributeurs, comme l'École de cinéma Mel-Hoppenheim, la classe affaires Roshi-et-Baljit-Singh-Chadha et la Gina Cody School of Engineering.
En 2023, l'université annonce qu'elle contribuera au soutien financier des étudiants provenant d'ailleurs. En effet, Concordia propose de l'aide financière à ces derniers allant jusqu'à 4 000 $ pour ceux entrant au premier cycle en automne. D'autres bourses sont faciles d'accès ce qui permet aux élèves d'être moins préoccupés pour ce qui est du financement.

### Recherche
La recherche occupe une place de plus en plus importante dans les différentes facultés de Concordia qui a doublé son financement dans ce secteur entre 2002 et 2008. L'université occupe la 27e position au Canada (6e position au Québec) pour le financement privé de ses différents projets avec 36 millions de dollars (2006). Le financement du secteur public provient principalement d'organismes gouvernementaux tels que le Conseil de recherches en sciences naturelles et en génie du Canada (CRSNG), le Conseil de recherches en sciences humaines du Canada (CRSH), l'Institut de recherche en santé du Canada (IRSC) et le Fonds québécois de la recherche sur la société et la culture (FQRSC). En tout, ces différentes agences versent près de 22 millions de dollars (2006-2007) à l'établissement. L'administration de la recherche dans l'institution relève du Bureau de la recherche (Office of Research) dont le mandat est d'assurer le développement et l'intendance des activités dans ce domaine.
Même si les fonds pour la recherche sont principalement versés dans la Faculté des arts et sciences et l'École de génie et d’informatique Gina-Cody, les innovations de l'université couvrent presque l'ensemble des domaines du savoir par son éclectisme.
Les différents groupes de recherche (Research Units), composés de spécialistes et d'étudiants de deuxième et troisième cycle, sont répartis dans les quatre facultés de l'université :
| - Faculté des arts et sciences - Centre for Biological Applications of Mass Spectrometry - Centre for Canadian Irish Studies - Centre for Human Relations and Community Studies - Centre for Oral History and Digital Storytelling - Centre de Recherche en Développement Humain - Centre for Research in Molecular Modeling - Centre for Structural and Functional Genomics - Centre for Studies in Behavioural Neurobiology - Centre for the Study of Learning and Performance - Centre inter-universitaire en calcul mathématique algébrique - Concordia Centre for Broadcasting Studies - Concordia Institute for Canadian Jewish Studies - Karl Polanyi Institute of Political Economy - Montreal Institute for Genocide and Human Rights Studies - NRE2 | - École de génie et d’informatique Gina-Cody - Centre for Building Studies - Centre for Pattern Recognition and Machine Intelligence - Computer Security Laboratory - Concordia Centre for Advanced Vehicle Engineering - Concordia Centre for Composites - Hardware Vérification Group - Nanotechnology Group - Solar Buildings Research Network - Faculté des beaux-arts - Centre for the Arts in Human Development - Centre interuniversitaire des arts médiatiques - Gail and Stephen A. Jarislowsky Institute for Studies in Canadian Art - Hexagram-Concordia | - École de gestion John-Molson - Bell Research Centre for Business Process Innovations - Concordia Centre for Small Business and Entrepreneurial Studies - InterNeg Research Centre |

Concordia est également l'hôte de 21 chaires de recherche du Canada. Ce financement du gouvernement fut créé pour assurer aux universités canadiennes un haut niveau de compétence en recherche afin d'en faire des centres d'innovations. Plusieurs chaires sont également financées par Concordia.

## Facultés et départements

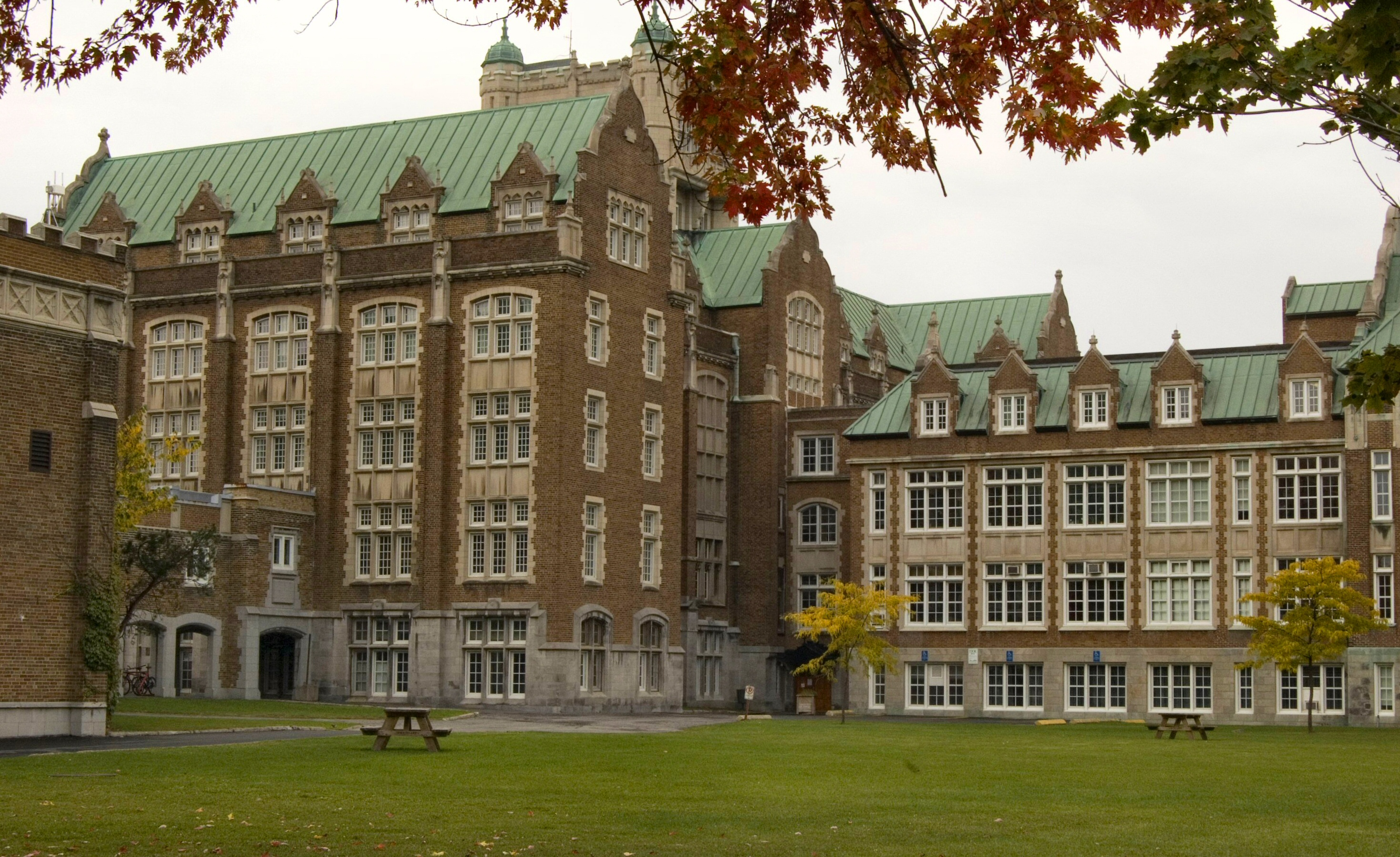
Campus Loyola.

Concordia offre plus de 180 programmes de premier cycle repartis parmi quatre facultés : Arts et sciences, Génie et informatique, Beaux-arts, et l'École de gestion John-Molson.
L'École des études supérieures offre plus de 70 programmes conduisant à la maîtrise et au doctorat.
Parallèlement aux programmes d'enseignement régulier, l'Université Concordia offre cinq unités d'enseignement particulières (trois collèges, deux écoles et un institut) qui visent à dispenser une formation intensive et spécialisée portant sur certains thèmes, et ce, dans un contexte de séminaires impliquant un nombre restreint d'étudiants.
- Liberal Arts College
- Loyola College for Diversity & Sustainability
- School of Community and Public Affairs
- School of Canadian Irish Studies
- Science College
- Simone de Beauvoir Institute

## Campus et édifices
Le campus de l'arrondissement de Ville-Marie se nomme Sir George Williams. Sur le boulevard de Maisonneuve, les (principaux) édifices sont :
- Pavillon Henry F. Hall (Hall Building)
- Pavillon J.W. McConnell (Library Building) (logeant la bibliothèque Webster)
- Campus Loyola

## Activisme étudiant

### Grève de 1999
Au fil des années 1990, l'activisme étudiant a commencé à se développer et a atteint son apogée en 1999 avec l'élection du premier d'une série d'ardoises radicales à la Concordia Student Union. Sous la présidence de Rob Green, un référendum sur une grève a recueilli 2 284 voix de soutien. Cette manifestation de soutien a été exceptionnellement forte, car les gouvernements étudiants de Concordia sont souvent élus sur la base de moins de 1 000 voix en leur faveur. La grève a duré du 3 au 5 novembre et visait un éventail de problèmes, notamment la représentation des étudiants au sein du conseil universitaire, la présence de sociétés et la publicité sur les campus et le gouvernement. Lors de plusieurs manifestations, des manifestants et des policiers auraient été blessés.

### Émeute anti-Netanyahou
Le 9 septembre 2002, un discours programmé de l'ancien Premier ministre israélien Benyamin Netanyahou a été annulé à la suite d'émeutes violentes à l'intérieur du bâtiment Henry F. Hall. Les manifestants ont affirmé qu'il était un criminel de guerre. Netanyahu a accusé les manifestants d'être des partisans du terrorisme. L'événement est décrit dans un documentaire titré « Confrontation at Concordia ».

## Étudier à Concordia

### Sports
Les équipes sportives de l'Université Concordia s'appellent les Stingers.

## Personnalités liées à l'Université Concordia

### Étudiants
Parmi les diplômés célèbres de Concordia ou de ses écoles fondatrices se trouvent, entre autres, le peintre George E. Russell et la peintre Michèle Drouin, l'écrivain Mordecai Richler et l'homme politique Mario Dumont, fondateur de l'Action démocratique du Québec. Le chanteur, animateur de la télévision et de la radio, Pierre Lalonde est un ancien du Collège Loyola. Spencer Krug, musicien et chanteur de Wolf Parade et de Sunset Rubdown, y a fait ses études. On y trouve également le président-directeur général du groupe CMA CGM, Rodolphe Saadé. On peut aussi trouver la réalisatrice Sophie Dupuis, l'artiste contemporaine Karine Fréchette, l'artiste, écrivaine et directrice de galerie d'art Christine Redfern, la photographe libyenne/canadienne Arwa Abouon et Gavin McInnes, le fondateur des Proud Boys et cofondateur du magazine Vice.

### Professeurs
- Mia Consalvo, professeure en communication.
- Geneviève Cadieux, professeure au département des arts plastiques.

## Concordia Student Union
- Concordia Student Union (en) (ou CSU) est l'organisation qui représente les étudiants undergrads de l'Université Concordia.
- Graduate Students Association (ou GSU) est l'organisation qui représente les étudiants diplômés de l'Université Concordia.

## Autres groupes
- CISA
- CASA

Plus d'informations sur les différents groupes d'étudiants sur le site de l'université.

### Télévision CUTV
La station de télévision de l'Université Concordia est CUTV (Concordia University Television).

### Conférences publiques
L'Université Concordia fait la promotion de la série de conférences-cafés L'Université autrement : Dans les cafés. Ses thèmes sont surtout socio-économiques.

## Controverses

### Utilisation de la police d'écritureGill Sans
En 2022, le quotidien The Link lève le voile sur le côté sombre de l'artiste britannique Eric Gill puisque l'établissement utilise la police d'écriture type Gill Sans, dessinée par Eric Gill. Deux étudiants chargés de la réorganisation de l'université ont soulevé le point et ont fait plusieurs fois la demande à Concordia de changer la police d'écriture en question, mais l'établissement a ignoré les demandes.
Eric Gill est considéré comme une figure controversée pour certains aspects personnels liés à la sexualité comme le viol, la pédophilie ou encore la zoophilie.

### Affaire Gad Saad
En 2023, le professeur de marketing Gad Saad se retrouve dans une controverse pour avoir déclaré que le français québécois était « un affront à la dignité humaine ». Son entrevue au Balado The Joe Rogan Experience a suscité de nombreuses réactions mais il y explique qu'il utilisait l'expression « un affront à la dignité humaine », comme une forme de blague exagérée et une marque de commerce sur d'autres sujets.

### Sources
- (en) Concordia University, « Our History : Loyola College », sur concordia.ca, 2008 (consulté le 30 juin 2008)
- (en) Concordia University Archives, « The history of Loyola », sur concordia.ca, 2008 (consulté le 30 juin 2008)
- (en) Concordia University, « Our History : Sir-George-Williams University », sur concordia.ca, =décembre 2002 (consulté le 1er juillet 2008)
- (en) Concordia University Archives, « The History of Sir George Williams University, 1926-74 », sur archives3.concordia.ca, 1994 (consulté le 1er juillet 2008)
- (en) Concordia University Archives, « Creation of Departments », sur archives3.concordia.ca, juillet 1999 (consulté le 1er juillet 2008)
- (en) Concordia University Archives, « The Computer Centre Incident », sur archives3.concordia.ca, février 2000 (consulté le 1er juillet 2008)
- (en) Concordia University Archives, « The Merger: 1974 », sur archives3.concordia.ca, janvier 1999 (consulté le 2 juillet 2008)
- (en) Concordia University Archives, « Merger of Loyola College & Sir George Williams University: A Chronology », sur archives3.concordia.ca, mars 1999 (consulté le 2 juillet 2008)
- (en) Concordia University, « Our History », sur concordia.ca, décembre 2002 (consulté le 1er juillet 2008)
- (en) Concordia University, « University Governance », sur concordia.ca, 2008 (consulté le 2 juillet 2008)
- (en) Concordia University, « Provost and Vice-President, Academic Affairs », sur concordia.ca, 2008 (consulté le 2 juillet 2008)
- (en) Concordia University Archives, « Rectors and Presidents Concordia University », sur archives3.concordia.ca, juin 2008 (consulté le 2 juillet 2008)